# Peter Klaus Warndorf

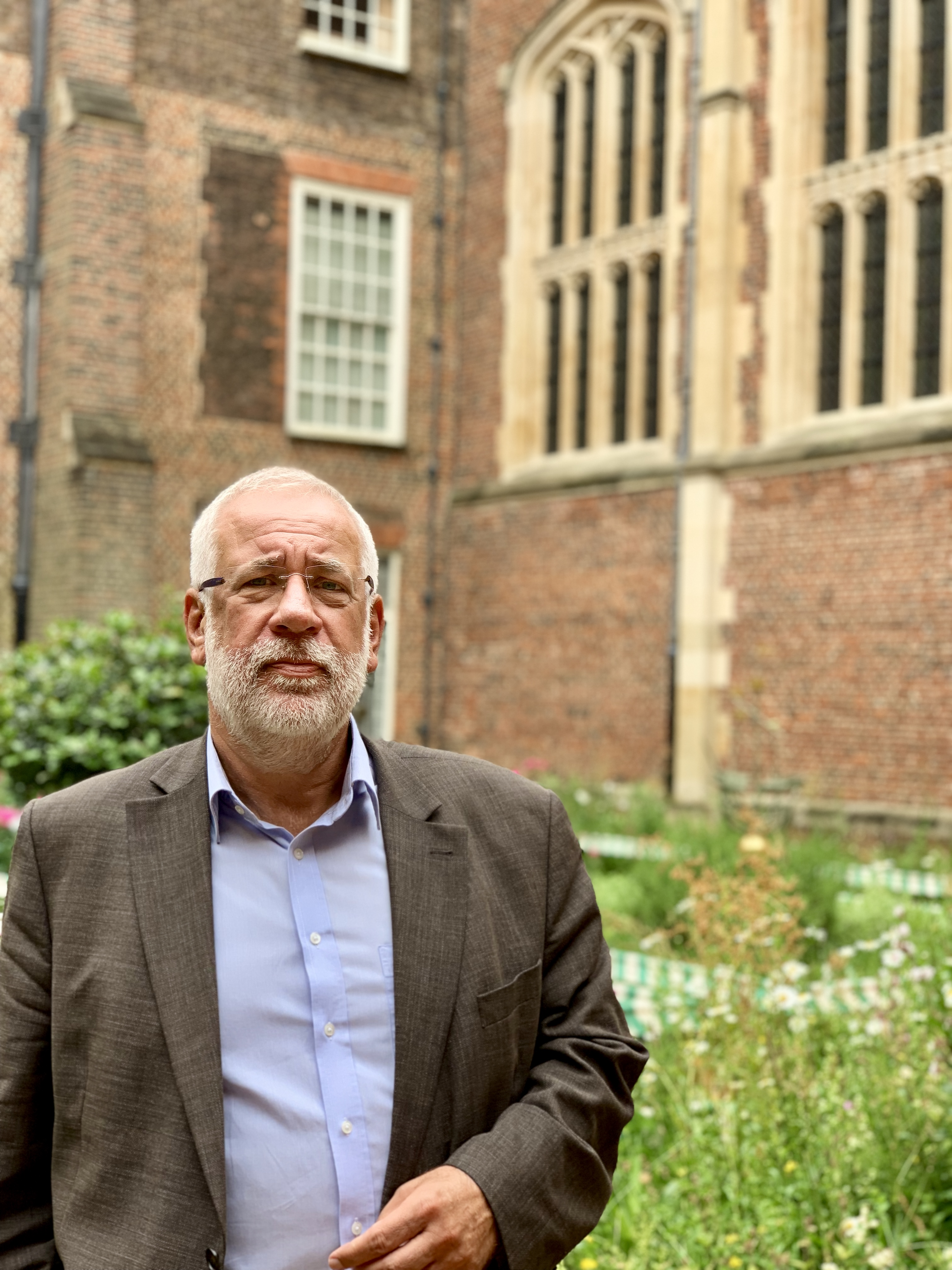
Peter Warndorf im Juni 2019

Peter Klaus Warndorf (* 19. Juli 1953 in Ansbach) ist ein deutscher Psychologe, Sozialpädagoge und Hochschullehrer.

## Werdegang
Nach der Schulzeit widmete er sich dem Studium der Sozialpädagogik, Soziologie, Philosophie und Psychologie. Von 1983 bis 1985 war er wissenschaftlicher Angestellter an der Universität Trier bei Jochen Brandtstädter. Daran anschließend arbeitete er bis 1992 als Stationspsychologe in der Klinik des Kinderzentrums München bei Theodor Hellbrügge.
Von 1992 bis 1994 war Warndorf Leiter des Sachgebietes III (Zentrale Adoptionsstelle, Pflegekinderwesen) im Bayerischen Landesjugendamt in München.
Im Jahr 1990 promovierte Warndorf an der Universität zu Köln bei Udo Undeutsch.
Von 1994 bis 2020 war Peter K. Warndorf Professor und Leiter der Fachrichtung Heimerziehung und Alternativen an der Berufsakademie Heidenheim und später der Studienrichtung Kinder- und Jugendhilfe an der DHBW Heidenheim.
Warndorf war einer der ersten Professoren, die gleich nachdem die DHBW 2009 aus den vorherigen Berufsakademien entstand, ein von der EU gefördertes internationales Forschungsprojekt initiierte. Er setzte damit beispielgebend den Forschungsauftrag der DHBW um.
Seit 1999 ist er Leiter des Steinbeis -Transferzentrums Wirtschafts- und Sozialmanagement (gemeinsam mit Bernd Eisinger.)

## Privates
Peter Klaus Warndorf ist seit 1984 verheiratet und hat einen Sohn (* 1993). Warndorf bezeichnet sich selbst als Fußballenthusiasten und ist Anhänger des 1. FC Heidenheim. Seit seiner Emeritierung beschäftigt er sich hauptsächlich mit Philosophie und verschiedenen Naturwissenschaften.

## Forschung und Lehre
Warndorf lehrte unter anderem die Gebiete:
- Allgemeine Psychologie
- Empirische Forschung in der Kinder- und Jugendhilfe
- Entwicklungspsychologie
- Organisationspsychologie

Ferner beschäftigte sich Warndorf mit den Forschungs- und Kooperationsgebieten:
- Bildungsökonomie
- Evaluierung sozialpädagogischer Fortbildungen
- Fußballfankultur als Gewaltprävention
- Praxisprojekte
- Präventionsprojekte

## Standpunkte
Die Verbindung von Lehre mit Forschung (Evaluation vor allem) und lösungsorientierter Praxis ist ihm ein ebenso zentrales Anliegen, wie es ein präventiver Ansatz, als grundsätzlicher Ausgangspunkt sozialpädagogischen Handelns ist.
Warndorf plädierte nachdrücklich dafür einen umfassenderen Blickwinkel auf die Situation in Fußballstadien zu wählen und sich nicht auf offensichtlich problematische Fan-Gruppierungen festzulegen. Die Situation ist komplexer, als dass sie mit sozialpädagogischen Projekten zur „Gewaltprävention“ allein zu bewältigen wäre. Er schlägt als Ausgangs- und Endpunkt allen Handelns das „Sichere Stadionerlebnis“, statt „Gewaltprävention“ vor. Auf dieser Grundlage können alle Akteure (Mannschaften, Schiedsrichter, Polizei, Zuschauer, Medien, Verbände, Sponsoren…) und ihr Beitrag dazu identifiziert und eingeordnet werden – und somit auch präventiv gearbeitet werden. Zudem kann eine einseitige (und falsche!) A-Priori-Schuldzuschreibung vermieden werden, die Beiträge (zu einem sicheren Stadionerlebnis) der jeweiligen Akteure insgesamt in den Blick genommen und möglicherweise auch Wechselwirkungen erkannt werden.
„Interkulturelle Kompetenz“ als wissenschaftlichen Fachbegriff lehnt Warndorf ab, da dieser – bei unbestrittener Griffigkeit außerhalb der Fach-Diskussion – irreführend und vernebelnd ist. Es handelt sich um keine Kompetenz (schon gar nicht um eine spezifische) Es kann nur um die Performanz in sozial komplexen Situationen gehen, womit ein personalistischer Ansatz bereits obsolet ist.
Die anhaltenden Diskussionen um einen zugrundezulegenden Kulturbegriff tragen bislang nichts zum Erkenntnisgewinn bei, so Warndorf. Das wissenschaftliche Konzept Interkulturelle Kompetenz erweist sich so als eher hinderlich als in irgendeiner Weise zielführend.

## Projekte
Warndorf arbeitete unter anderem an den Forschungsprojekten:
- Dialogförderung Polizei Fußballfans (DiPoFu)
- Irre gut
- Kommunale Konfliktberatung

Ferner engagierte er sich für:
- 1. FC Heidenheim
- Camp for Social Development Mount Kenya e.V. Heidenheim (CMK) (Gründungsmitglied und Stellvertr. Vorsitzender bis 2020)
- Forum Ziviler Friedensdienst e.V. (ZFD)
- Verband der Pflege und Adoptivfamilien Heidenheim (PFAD) (Mehrjähriger zweiter Vorsitzender)
- Zukunft für Nepal Ostwürttemberg e.V.

## Veröffentlichungen (Auswahl)
- AUER, U. & WARNDORF, P. K. (Hrsg.): Exkursionen und Fremdpraktika im Ausland. Unser Engagement in Kenia und Nepal. Band V. Schriftenreihe der DHBW Heidenheim (dhbw.de [PDF]).
- Auer, U. & Warndorf, P.K. (Hrsg.): Weil die Anderen anders sind. Interkulturelle Kompetenz als Schlüsselqualifikation?? Readbox unipress, Dortmund 2020.
- DAFERNER, P. P. & WARNDORF, P. K. (Hrsg.): Sozialarbeit in Europa - Europäische Sozialarbeit? Zu Risiken und Nebenwirkungen im Prozess der europäischen Einigung. Das PEPITE-Projekt. Theorie und Praxis der Sozialen Arbeit in der Kommune für die Kommune. Band IV. MV-Wissenschaft, Münster 2016, ISBN 3-96163-028-3.
- EISINGER, B & WARNDORF, P.: Schulen für Reiche, Schulen für Arme? 2009 (steinbeis.de).
- LUSTIG, S. & WARNDORF, P. K.: Handbuch "Grundlagen der Kommunalen Konflikberatung". ForumZFD, 2018 (forumzfd.de [PDF]).
- LUSTIG, S. & WARNDORF, P. K.: Handbook  "Principles of Local Conflict Counselling". forumZFD, 2019 (forumzfd.de).
- WARNDORF, P. K (Hrsg.): PräventionSpielRäume. MV-Wissenschaft, Münster 2014, ISBN 3-96163-027-5.
- WARNDORF, P. K. (Hrsg.): Integration - zwischen Prävention und Konflikt. Theorie und Praxis der Sozialen Arbeit in der Kommune für die Kommune. MV-Wissenschaft, Münster 2016, ISBN 3-96163-029-1.
- WARNDORF, P.K. (Hrsg.): Kommunale Kriminalprävention. Theorie und Praxis der Sozialen Arbeit in der Kommune für die Kommune. Edition Octopus, Münster 2010.
- WARNDORF, P.K.: Perspektivenwechsel und Gewalt in Fußballstadien. Plädoyer für ein anderes Spielsystem. Theorie und Praxis der Sozialarbeit. 2015.